# Geranomyia commogastra
Geranomyia commogastra är en tvåvingeart som först beskrevs av Alexander 1967.  Geranomyia commogastra ingår i släktet Geranomyia och familjen småharkrankar. Inga underarter finns listade i Catalogue of Life.